# Tina (namn)

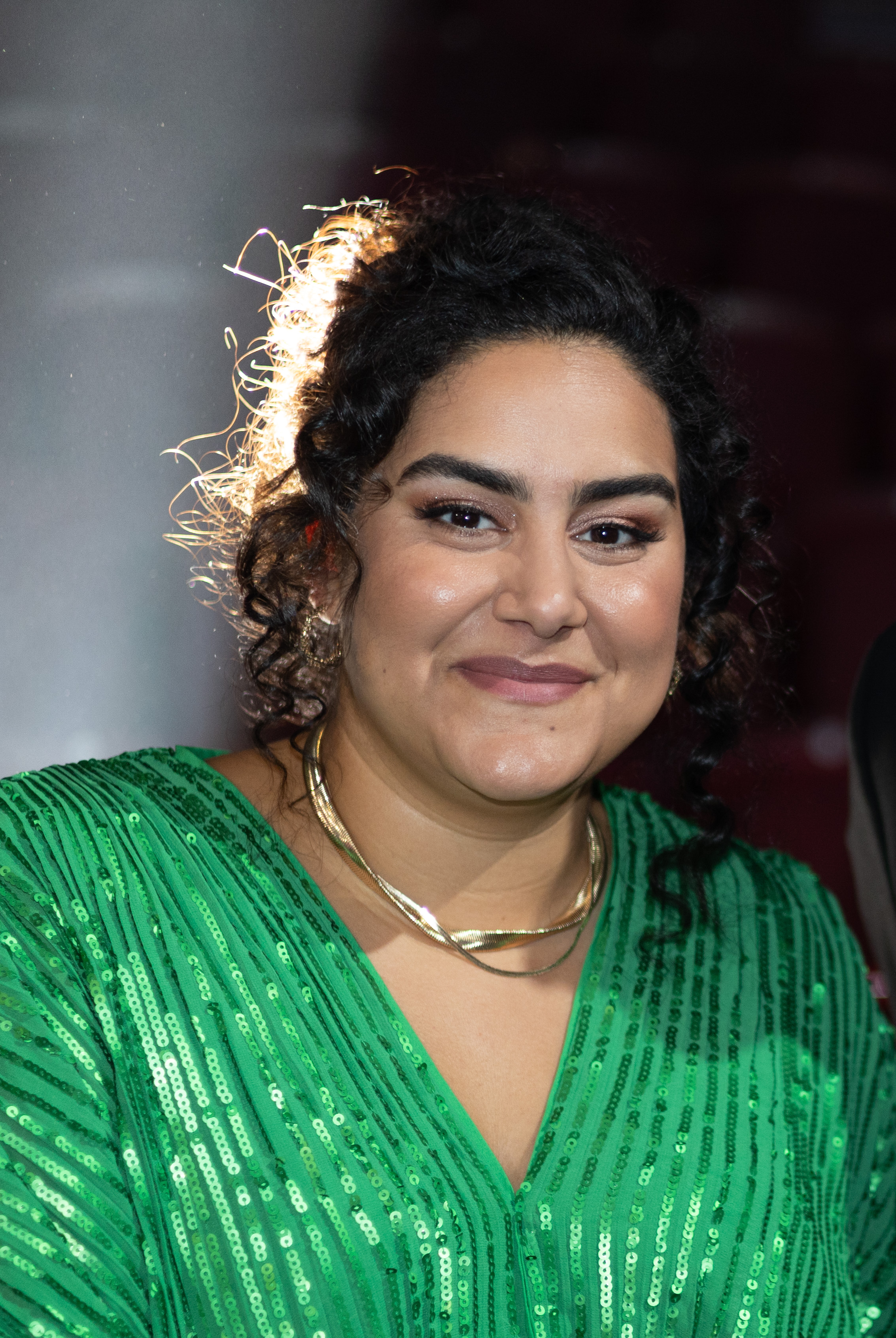
Tina Mehrafzoon, 2024.

Tina är ett kvinnonamn, en smeknamnsform av namnet Kristina, med betydelsen den kristna. Namnet kan även vara en kortform av namn som Valentina, Albertina, Bettina, Katarina eller Martina.
Namnsdag i Sverige saknas, 1986 infördes det på 22 februari, det flyttades till 14 februari  1993 och utgick 2001.[källa behövs]. I den finlandssvenska namnsdagslängden har Tina namnsdag 2 juli sedan 1995.

## Kända personer vid namn Tina
- Tina Ahlin (egentligen Katrina Ahlin), svensk musiker
- Tina Charles (egentligen Tina Hoskins), brittisk sångerska
- Tina Cousins, brittisk sångerska
- Tina Fey (egentligen Elizabeth Stamatina Fey)
- Tina Kandelaki, georgisk-rysk programledare
- Tina Leijonberg (egentligen Katarina Leijonberg), svensk skådespelare
- Tina Maze, slovensk alpin skidåkare
- Tina Mehrafzoon, svensk radioprogramledare
- Tina Nordlund, svensk fotbollsspelare
- Tina Nordström (egentligen Kristina Nordström), svensk kock och TV-personlighet
- Tina Turner (egentligen Annie Mae Bullock), amerikansk sångerska.
- Tina Thörner, svensk rallykartläsare
- Tina Weirather, liechtensteinsk alpin skidåkare